# Megaselia infracta
Megaselia infracta är en tvåvingeart som beskrevs av Rudolf Beyer 1965. Megaselia infracta ingår i släktet Megaselia och familjen puckelflugor. Inga underarter finns listade i Catalogue of Life.